# 七尾市立朝日中学校
七尾市立朝日中学校（ななおしりつ あさひちゅうがっこう）は、石川県七尾市にあった市立中学校。

## 沿革
- 2017年（平成29年）3月31日：廃校。七尾市立御祓中学校、田鶴浜中学校と統合され七尾市立七尾中学校となる。

## 周辺
- 七尾線徳田駅
- 石川県立七尾東雲高等学校